# Yuriorkis Gamboa
Yuriorkis Gamboa Toledano (ur. 23 grudnia 1981 w Guantánamo) – kubański bokser, były zawodowy mistrz świata organizacji WBA w kategorii piórkowej (do 126 funtów), złoty medalista z igrzysk olimpijskich w Atenach.

## Kariera amatorska
Jest czterokrotnym mistrzem Kuby. w 2003 roku zdobył złoty medal na igrzyskach panamerykańskich w Santo Domingo. W 2004 roku zdobył złoty medal na igrzyskach olimpijskich w Atenach w kategorii muszej, w finale pokonując Jérôme'a Thomasa. Rok później wywalczył brązowy medal na mistrzostwach świata w Mianyang w kategorii piórkowej. W 2006 roku zajął trzecie miejsce na igrzyskach Ameryki centralnej i Karaibów.

## Kariera zawodowa
Władze Kuby nie chciały zgodzić się na przejście Gamboy na zawodowstwo przed 2008 rokiem, ponieważ miał on wystąpić na igrzyskach olimpijskich w Pekinie. Dlatego też w grudniu 2006 roku, podczas obozu treningowego w Wenezueli, razem z Odlanierem Solísem i Yanem Barthelemí Gamboa uciekł do Kolumbii, a następnie do Niemiec.
Pierwszą zawodową walkę stoczył w kwietniu 2007 roku w Hamburgu, pokonując na punkty w cztero-rundowym pojedynku Aleksana Manweljana, który w trzeciej rundzie był liczony. Niecałe dwa miesiące później pokonał w Turcji przez techniczny nokaut w czwartej rundzie Araika Sachbazjana. W okresie następnych czterech miesięcy stoczył w Niemczech kolejne cztery zwycięskie pojedynki, po czym 30 października 2007 roku zadebiutował w Stanach Zjednoczonych, pokonując przez techniczny nokaut w ostatniej, szóstej rundzie Adailtona De Jesusa. Obaj bokserzy leżeli w tym pojedynku na deskach: De Jesus w pierwszej rundzie, a Gamboa w czwartej. Był to pierwszy nokdaun w karierze Kubańczyka.
5 stycznia 2008 roku pokonał przez techniczny nokaut już w pierwszej rundzie Gilberto Luque (Meksykanin w tym czasie trzykrotnie leżał na deskach). Kolejny pojedynek, z Johnnie Edwardsem, również zakończył w pierwszej rundzie. 17 maja 2008 roku pokonał na punkty Darlinga Jimeneza, mimo że w czwartej rundzie leżał na deskach. Dwa miesiące później w pojedynku z Alem Seegerem po raz kolejny zdołał zakończyć walkę w pierwszej rundzie. W ostatniej walce w 2008 roku znokautował w drugiej rundzie niepokonanego wcześniej Marcosa Ramireza, choć sam w tym pojedynku kolejny raz leżał na deskach.
Rok 2009 rozpoczął od zwycięstwa przez techniczny nokaut w ostatniej, dziesiątej rundzie nad Rogerem Gonzalezem. Była to jednak kolejna walka, w której Gamboa był liczony. W lutym w pierwszej rundzie znokautował Waltera Estradę.
17 kwietnia 2009 roku zmierzył się z Jose Rojasem, a stawką pojedynku był tytuł tymczasowego mistrza świata federacji WBA w kategorii piórkowej. Gamboa pokonał rywala przez techniczny nokaut w dziesiątej rundzie, a do czasu przerwania walki prowadził zdecydowanie na punkty u wszystkich sędziów. W niedługim czasie został ogłoszony pełnoprawnym mistrzem świata organizacji WBA. W pierwszej obronie swojego tytułu pokonał przez techniczny nokaut w czwartej rundzie Whybera Garcię.
W pierwszej walce w 2010 roku pokonał już w drugiej rundzie Rogersa Mtagwę.